# Refilmagem
Refilmagem (em inglês: remake; "refazer") corresponde a novas produções e regravações de filmes, telenovelas, jogos, seriados ou outras produções do gênero de ficção. É quando se produz novamente uma história já conhecida do público e que já tivera uma produção anterior, ou mesmo mais de uma com ajustes mais modernos e tecnológicos. Os casos mais comuns são os de regravação de filmes (também chamado de refilmagem), de telenovelas e de videogames.
Quando se faz um remake (que pode ser traduzido como "nova versão" ou "regravação"), não quer dizer que tudo tenha de ser exatamente como o original, segundo os profissionais de ficção na TV e no cinema. Assim sendo, é comum a troca de nome dos personagens, de ambientação das tramas, caracteres que são incluídos ou tirados, em comparação de uma versão com outra. São as chamadas "regravações atualizadas".

## Televisão
Na televisão brasileira, alguns exemplos de refilmagem são:
- Irmãos Coragem, remake da telenovela do mesmo nome de 1970-1971
- Selva de Pedra, remake da telenovela do mesmo nome de 1972-1973
- Pecado Capital, remake da telenovela do mesmo nome de 1975-1976
- Roque Santeiro, remake da telenovela do mesmo nome de 1975, que chegou a ser censurada pelo Regime Militar no dia de sua estreia a época (ambas do autor Dias Gomes).
- Mulheres de Areia, um remake da telenovela do mesmo nome exibida na TV Tupi em 1973-1974, e de O Espantalho, exibida na Rede Record em 1977 (as três da mesma autora Ivani Ribeiro).
- A Viagem, um remake da telenovela do mesmo nome que foi exibida na TV Tupi em 1975-1976 (ambas da autora Ivani Ribeiro)
- Chiquititas, baseada em um original argentino.
- A Grande Família, uma reinterpretação contemporânea da série original, exibida em 1972 e 1975.
- Cabocla,remake da telenovela do mesmo nome de 1979 (ambas do autor Benedito Ruy Barbosa).
- Essas Mulheres, sendo uma refilmagem da telenovela Senhora, exibida em 1975 na Rede Globo, com mais dois trabalhos do escritor José de Alencar.
- Escrava Isaura,  remake da telenovela do mesmo nome que foi exibida na Rede Globo em 1976-1977
- Sinhá Moça, remake da telenovela do mesmo nome de 1986 (ambas do autor Benedito Ruy Barbosa).
- O Profeta, um remake da telenovela de mesmo nome exibida na TV Tupi em 1977-1978.
- Ciranda de Pedra, remake telenovela do mesmo nome de 1981.
- Paraíso, remake da telenovela do mesmo nome de 1982 (ambas do autor Benedito Ruy Barbosa).
- Vende-se um Véu de Noiva, telenovela baseada na obra homônima radiofônica de Janete Clair.
- Uma Rosa com Amor, telenovela inspirada na obra homônima, exibida pela Rede Globo em 1972.
- Ti Ti Ti, remake da telenovela do mesmo nome de 1985 e de Plumas e Paetes de 1980 (ambas do autor Cassiano Gabus Mendes).
- Rebelde, baseada em um original argentino.
- O Astro, remake da telenovela do mesmo nome em 1977. A regravação estreou o novo horário de novelas da Rede Globo. Foi denominada novela das onze.
- Corações Feridos, baseado em um original mexicano.
- Carrossel, é inspirada na telenovela mexicana homônima escrita por Valentín Pimstein que, por sua vez, havia sido inspirada na telenovela argentina Jacinta Pichimahuida, la Maestra que no se Olvida, criada por Abel Santa Cruz.
- Gabriela, Baseada no romance Gabriela, Cravo e Canela, de Jorge Amado - que também originou a telenovela de 1975 protagonizada por Sônia Braga. Substituindo o remake de O Astro.
- Guerra dos Sexos, remake da telenovela do mesmo nome de 1983-1984 (ambas do autor Sílvio de Abreu).
- Saramandaia, remake telenovela do mesmo nome em 1976.
- Chiquititas, um remake de Chiquititas, telenovela exibida pelo SBT em 1997.
- O Rebu, um remake da telenovela de mesmo nome exibida em 1974.
- Cúmplices de um Resgate, um remake da telenovela mexicana Cómplices al rescate, exibida em 2002.
- Escolinha do Professor Raimundo, um remake do humorístico de 1990 a 2001.
- Carinha de Anjo, um remake da telenovela mexicana Carita de ángel, exibida em 2000.
- Os Trapalhões, um remake do humorístico originalmente exibido entre 1977 e 1995.
- Sítio do picapau amarelo, obra homônima de Monteiro Lobato do mesmo nome de 1952-1963 na TV Tupi, 1964 na TV Cultura,1967-1969 na TV Bandeirantes e 1977-1986 na Rede Globo
- Éramos Seis, telenovela do mesmo nome exibida nas TVs brasileiras antes dessa última ir pra TV Globo : TV Record em 1958, TV Tupi por volta de 1967 e 1977 & SBT em 1994
- O Cravo e a Rosa, remake da telenovela O Machão exibida na TV Tupi em 1974-1975 e da telenovela A Indomável exibida pela TV Excelsior em 1965.
- A Gata Comeu remake da telenovela A Barba Azul exibida na TV Tupi em 1974-1975 (ambas da autora Ivani Ribeiro)
- As Pupilas do Senhor Reitor, remake da telenovela do mesmo nome exibida na TV Record em 1970-1971

Na televisão portuguesa a refilmagem é um fenômeno recente, sendo o primeiro caso o de Vila Faia, remake da primeira novela portuguesa, a homônima Vila Faia de 1982 tendo sido ambas produzidas para e exibidas na RTP1.

## Cinema
No cinema mundial, apesar de ocorrerem remakes de produções que foram sucesso de público e crítica no passado, muitas vezes ocorrem regravações de filmes lançados há poucos meses ou anos, ou de filmes de países diferentes. Um exemplo disso é The Ring (br: O Chamado; pt: O Aviso), de 2002, cujo original Ringu foi produzido no Japão em 1998. Outro exemplo cinematográfico desse fato é Nunca Mais Outra Vez, de 1983, uma refilmagem do filme de Thunderball, este pertencente à série oficial de James Bond (007). Nunca Mais Outra Vez é, na realidade, um filme não-oficial do 007. Outro exemplo de remake é Além da Escuridão - Star Trek é um remake de Star Trek II: The Wrath of Khan .O filme japonês Gojira fora refilmado em 1998 por Roland Emmerich, e a versão de Emmerich fora também refilmada em 2014, um caso denominado reboot. Em 2016,  A animação da Disney "Mogli: o menino lobo" fora Refilmada em Live Action, o filme Nasce uma estrela de 2018 com Lady Gaga e Bradley Cooper é uma refilmagem dos filmes do mesmo nome de 1937, 1954 e 1976

## Séries de animação
Séries de animação também são refeitas, baseando-se nas histórias originais, como é o caso de Power Rangers, um remake surgido na década de noventa   da série japonesa Super Sentai ￼￼  está última surgiu em 1975 Dragon Ball Kai, remake da série japonesa Dragon Ball Z, e ThunderCats, reboot do original.